# السترة
السترة (بالإنجليزية: The Jacket)‏ هو فيلم إثارة تم إنتاجه في الولايات المتحدة وصدر في سنة 2005. من بطولة أدريان برودي وكيرا نايتلي وكريس كريستوفيرسن وجينيفر جيسون لي ودانيال كريغ.

## الميزانية والإيرادات
بلغت تكلفة إنتاج الفيلم حوالي 28.5 مليون دولار بينما حقق إيرادات تقدر بـ 21,1 دولار.

## وصلات خارجية
- السترة على موقع IMDb (الإنجليزية)
- السترة على موقع ميتاكريتيك (الإنجليزية)
- السترة على موقع روتن توميتوز (الإنجليزية)
- السترة على موقع نتفليكس (الإنجليزية)
- السترة على موقع قاعدة بيانات الأفلام العربية
- السترة على موقع ألو سيني (الفرنسية)
- السترة على موقع Turner Classic Movies (الإنجليزية)
- السترة على موقع أول موفي (الإنجليزية)
- السترة على موقع بوكس أوفيس موجو (الإنجليزية)
- السترة على موقع فيلمافينيتي (الإسبانية)